# Federica Cafferata
Federica Cafferata (* 7. Mai 2000 in Genua) ist eine italienische Fußballspielerin.

## Karriere

### Verein
Ihre Karriere begann Cafferata bei der SCD Ligorna 1922. Zur Saison 2017/18 wechselte sie zur USD Lavagnese. In der darauffolgenden Saison zog es sie weiter zum CFC Genua und ein Jahr später zu SSD Napoli. Hier blieb sie zwei Spielzeiten und wechselte im Juli 2021 zum AC Florenz. Seit Sommer 2023 steht sie bei Juventus Turin unter Vertrag.

### Nationalmannschaft
Für die italienische U17 hatte sie Einsätze in der Qualifikation für die Europameisterschaft 2017 und kam hier auch zu Torerfolgen.
Ihren ersten Einsatz für die A-Nationalmannschaft hatte sie am 10. Oktober 2022 bei einer 0:1-Freundschaftsspielniederlage gegen Brasilien, als sie in der 88. Minute für Valentina Cernoia eingewechselt wurde. Auch beim Arnold Clark Cup 2023 war sie mit von der Partie.